# Pinalia cylindrostachya
Pinalia cylindrostachya är en orkidéart som först beskrevs av Oakes Ames, och fick sitt nu gällande namn av Wally Suarez och James Edward Cootes. Pinalia cylindrostachya ingår i släktet Pinalia och familjen orkidéer.
Artens utbredningsområde är Filippinerna. Inga underarter finns listade i Catalogue of Life.